# 烏恰雷
54°18′N 59°27′E / 54.300°N 59.450°E
烏恰雷（俄语：Учалы́）是俄羅斯巴什科爾托斯坦共和國東部的一個城市，距首府烏法360公里。2002年人口37,196人。
1963年由兩個居民點合併而成，並獲得城市地位。